# 伊西翁
伊西翁 （希臘語：Γύθειο，意为：众神的土地），是希腊伯罗奔尼撒大区拉科尼亚专区东马尼市镇的市区及城镇，位於拉科尼亞灣西岸。原为一单独的市镇，2011年地方政府改革时与其他三个市镇合并为新的东马尼市镇，并成为新市镇的一个市区。市区面积为197.3平方公里，2021年人口数量为6,987人。
伊西翁为古代斯巴达的海港，斯巴达位于北边40公里处。曾经是重要的港口，直到公元4世纪可能是被地震所摧毁，但其继续在马尼半岛历史担任重要角色。当今其为马尼半岛上最大及最重要的城镇，也是东马尼市镇的行政中心。

## 人口数据
| 年份 | 同名城镇 | 同名市镇或市区 |
| ---- | -------- | -------------- |
| 1830 | 500-700  | -              |
| 1910 | 2,000+   | -              |
| 1981 | 4,354    | -              |
| 1991 | 4,259    | 7,542          |
| 2001 | 4,479    | 7,433          |
| 2011 | 4,717    | 7,106          |
| 2021 | 4,542    | 6,987          |